# العلاقات الفنزويلية الكمبودية
العلاقات الفنزويلية الكمبودية هي العلاقات الثنائية التي تجمع بين فنزويلا وكمبوديا.

## مقارنة بين البلدين
هذه مقارنة عامة ومرجعية للدولتين:
| وجه المقارنة                                              | فنزويلا                                  | كمبوديا                   |
| --------------------------------------------------------- | ---------------------------------------- | ------------------------- |
| المساحة (كم2)                                             | 916.45 ألف                               | 181.03 ألف                |
| عدد السكان (نسمة)                                         | 28.87 مليون                              | 16.01 مليون               |
| الكثافة السكانية (ن./كم²)                                 | 31.5                                     | 88.44                     |
| العاصمة                                                   | كاراكاس                                  | بنوم بنه                  |
| اللغة الرسمية                                             | اللغة الإسبانية، لغة الإشارة الفنزويلية ‏ | اللغة الخميرية            |
| العملة                                                    | بوليفار فنزويلي                          | ريال كمبودي، دولار أمريكي |
| الناتج المحلي الإجمالي (بليون دولار)                      | 482.36 مليار                             | 22.16 مليار               |
| الناتج المحلي الإجمالي (تعادل القوة الشرائية) بليون دولار |                                          | 54.37 مليار               |
| الناتج المحلي الإجمالي الاسمي للفرد دولار أمريكي          |                                          | 1.16 ألف                  |
| الناتج المحلي الإجمالي للفرد دولار أمريكي                 |                                          | 3.26 ألف                  |
| مؤشر التنمية البشرية                                      | 0.762                                    | 0.555                     |
| رمز المكالمات الدولي                                      | +58                                      | +855                      |
| رمز الإنترنت                                              | .ve                                      | .kh                       |
| المنطقة الزمنية                                           | 00                                       | ت ع م+07:00               |

## منظمات دولية مشتركة
يشترك البلدان في عضوية مجموعة من المنظمات الدولية، منها:
| علم المنظمة | اسم المنظمة                        | تاريخ انضمام فنزويلا | تاريخ انضمام كمبوديا |
| ----------- | ---------------------------------- | -------------------- | -------------------- |
|             | وكالة ضمان الاستثمار متعدد الأطراف | 9 مايو 1994          | 1 ديسمبر 1999        |
|             | منظمة الشرطة الجنائية الدولية      | ?                    | ?                    |
|             | منظمة حظر الأسلحة الكيميائية       | ?                    | ?                    |
|             | منظمة التجارة العالمية             | ?                    | ?                    |
|             | البنك الدولي للإنشاء والتعمير      | 30 ديسمبر 1946       | 22 يوليو 1970        |
|             | الأمم المتحدة                      | 15 نوفمبر 1945       | 14 ديسمبر 1955       |
|             | مؤسسة التمويل الدولية              | 28 ديسمبر 1956       | 26 مارس 1997         |
|             | يونسكو                             | 25 نوفمبر 1946       | 3 يوليو 1951         |
|             | الاتحاد البريدي العالمي            | ?                    | ?                    |
|             | الاتحاد الدولي للاتصالات           | 13 أغسطس 1920        | 10 أبريل 1952        |

## وصلات خارجية
- موقع وزارة الخارجية الفنزويلية
- موقع وزارة الخارجية الكمبودية